# Grote roodoogjuffer
De grote roodoogjuffer (Erythromma najas) is een 30 tot 36 mm grote waterjuffer. De soort komt in Europa voornamelijk voor boven de 48e breedtegraad. De wetenschappelijke naam van de soort werd in 1823 als Agrion najas gepubliceerd door Johann Wilhelm Adolf Hansemann.

## Uiterlijk
De grote roodoogjuffer is herkenbaar als blauwe waterjuffer met rode ogen. Hij is tussen de 30 en 36 millimeter lang. Bij de mannetjes zijn de laatste abdominale segmenten (S9 en S10) volledig blauw gekleurd. Hij verschilt hierin de kleine roodoogjuffer (Erytromma virudulum) want bij deze soort is S9 aan de bovenkant zwart en is een x-vormige tekening te zien bovenop S10. Bij de grote roodoogjuffer ontbreken de schouderstrepen. De  achterlijfsrug is grotendeels zwart, met blauwe basis en punt. De segmenten 1, 9 en 10 zijn aan de zijkant blauw.  In zijaanzicht zijn deze blauwe delen scherp ‘afgesneden’, aangezien segmenten 2 en 8 geen blauw hebben. Bij oudere mannetjes worden de donkere delen van het achterlijf dof donkergrijs van kleur maar jonge mannetjes zijn hetzelfde gekleurd als de vrouwelijke exemplaren.
De vrouwtjes zien er voor een waterjuffer erg donker uit vanwege de uitgebreide zwarte tekening. De ogen zijn oranje tot bruin van kleur (niet rood). De rug van het borststuk en het achterlijf geheel donker. Bij jonge exemplaren is de kleur met koperglans. De zijkant van het borststuk en het achterlijf zijn geel, groen of blauwig gekleurd. De schouderstrepen zijn vaak gereduceerd tot korte streepjes al zijn ze soms volledig ontwikkeld.

## Habitat
De biotoop is wat groter stilstaand water met een rijke vegetatie van waterlelies en/of fonteinkruid. De habitat van de grote roodoogjuffer bestaat uit allerlei stilstaande en zwak stromende wateren met uitgebreide drijvende vegetatie. Deze vegetatie is in voedselrijke wateren doorgaans beter ontwikkeld dan in voedselarme of zure wateren. De grote roodoogjuffer deelt zijn habitat met kleine roodoogjuffer, maar heeft een meer uitgesproken voorkeur voor planten met grote drijfbladeren, zoals gele plomp en witte waterlelie.

## Levenswijze
De vliegtijd is van april tot half september met een piek in juni. Dat is ongeveer een maand eerder dan bij de kleine roodoogjuffer. Deze piek ligt duidelijk eerder dan bij de kleine roodoogjuffer, maar de vliegtijden van beide soorten overlappen in juni tot en met september. Mannetjes grote roodoogjuffer vliegen laag over drijvende waterplanten en gaan hier zeer frequent op zitten. De gele plomp lijkt vaak favoriet. De eiafzet gebeurt in tandem, op drijvende of ondergedoken planten. Het vrouwtje verdwijnt daarbij vaak helemaal onder water, soms samen met het mannetje.
De larve overwintert een of twee keer (hierover bestaat onduidelijkheid). In ieder geval gaan ze als volgroeide larve de winter in, waardoor ze in het voorjaar in een korte periode uitsluipen. Het uitsluipen vindt plaats van begin mei tot half augustus, met een piek in de tweede helft van mei en de eerste van juni.